# Who's Crying Now
«Who's Crying Now» (en español: «Quién llora ahora») es el título de una power ballad interpretada por la banda de rock estadounidense Journey, incluida en su séptimo álbum de estudio, Escape (1981), La compañía discográfica CBS Records la lanzó el 29 de junio de 1981 como el sencillo principal del álbum. El sencillo fue certificado como disco de oro por la RIAA. La canción fue escrita por el teclista Jonathan Cain y coescrita por el vocalista Steve Perry y producida por Kevin Elson y coproducida por Mike Stone. La canción alcanzó la cuarta posición en la lista Billboard Hot 100 y en el Mainstream Rock Tracks.

## Listas

### Semanales
| Lista (1981)                     | Posición |
| -------------------------------- | -------- |
| Australia                        | 65       |
| Canadá AOR                       | 1        |
| Canadá Top Singles               | 3        |
| Luxemburgo                       | 29       |
| Billboard Hot 100                | 4        |
| Billboard AOR                    | 14       |
| Billboard Mainstream Rock Tracks | 4        |

### Fin de año
| Lista (1981)       | Posición |
| ------------------ | -------- |
| Canadá Top Singles | 40       |
| Billboard Hot 100  | 56       |

## Otras apariciones
En el 2008, la canción apareció en la serie Cold Case, en el episodio "The Dealer".
Se puede escuchar en la película del año 2009 Monsters vs Aliens.